# Sorbo-Ocagnano
Sorbo-Ocagnano (kors. Sorbu è Occagnanu) – miejscowość i gmina we Francji, w regionie Korsyka, w departamencie Górna Korsyka.
Według danych na rok 1990 gminę zamieszkiwały 492 osoby, a gęstość zaludnienia wynosiła 46 osób/km².